# Hilarimorpha
Hilarimorpha är ett släkte av tvåvingar. Hilarimorpha ingår i familjen Hilarimorphidae.
Hilarimorpha är enda släktet i familjen Hilarimorphidae.

## Bildgalleri

## Dottertaxa tillHilarimorpha, i alfabetisk ordning[1]
- Hilarimorpha abuta
- Hilarimorpha bumulla
- Hilarimorpha californica
- Hilarimorpha clavata
- Hilarimorpha cunata
- Hilarimorpha desta
- Hilarimorpha ditissa
- Hilarimorpha kena
- Hilarimorpha lamara
- Hilarimorpha lantha
- Hilarimorpha loisae
- Hilarimorpha mandana
- Hilarimorpha mentata
- Hilarimorpha mikii
- Hilarimorpha modesta
- Hilarimorpha nigra
- Hilarimorpha obscura
- Hilarimorpha orientalis
- Hilarimorpha parva
- Hilarimorpha pitans
- Hilarimorpha punata
- Hilarimorpha pusilla
- Hilarimorpha reparta
- Hilarimorpha rivara
- Hilarimorpha robertsoni
- Hilarimorpha sidora
- Hilarimorpha singularis
- Hilarimorpha stena
- Hilarimorpha tempa
- Hilarimorpha tristis
- Hilarimorpha ussuriensis